# Hildo do Candango
Osmarildo Alves de Sousa, conhecido por Hildo do Candango, (Condeúba, 6 de dezembro de 1970), é um empresário e político brasileiro filiado ao Republicanos (REP). Foi deputado estadual em Goiás, entre 2011 e 2012, prefeito da cidade de Águas Lindas de Goiás por dois mandatos consecutivos, entre 2013 e 2020, como suplente, assumiu  o cargo de Deputado Federal por Goiás, entre 2023 e 2024.

## Carreira política
O primeiro partido político que Hildo se filiou foi o Democratas (DEM), e em 2007 ingressou no Partido Socialista Brasileiro (PSB) para concorrer à Prefeitura na eleição do mesmo ano, ficando em segundo lugar, com uma diferença de 3 mil votos em relação ao candidato eleito.
Em 2010, foi convidado para se filiar ao Partido Trabalhista Brasileiro (PTB), onde foi o primeiro deputado estadual eleito por Águas Lindas com 24.269 mil votos..
Em 2012, foi eleito a Prefeito de Águas Lindas, se afastando do cargo legislativo para assumir a sua cadeira no Executivo. Nesta eleição Hildo obteve 29.259 votos na cidade, totalizando 54,03% dos votos válidos, uma diferença de mais de nove mil votos para o segundo colocado..
Em 2016, foi reeleito prefeito de Águas Lindas de Goiás, obtendo 39.746 votos, totalizando 66,41% dos votos válidos, 27.904 votos a mais que o segundo colocado.
Eleito, em 2017, como presidente da Associação dos Municípios Adjacentes a Brasília (AMAB), foi reeleito ao cargo, em 2019.
Entre as diversas ações e pautas defendidas por Hildo, destaca sua atuação em defesa de melhores condições do transporte público entre o Distrito Federal e a Região do Entorno. Desde 2014, Hildo tem trabalhado para unir os governos do Distrito Federal e de Goiás, propondo a integração do transporte público para a região.
Defendeu e atuou intensivamente para a conclusão das obras e funcionamento do Hospital Regional de Águas Lindas de Goiás, o HUGO 9.Após assumir o primeiro mandato como prefeito, uma das primeiras ações foi atuar para a retomada das obras do Hospital. Em 2013, em ação conjunta com o Ministério Público e Câmara Municipal, formalizou junto ao Governo do Estado o controle da obra, pleiteando recursos junto ao  Governo Federal, por meio do Ministério da Saúde, para garantir a conclusão das obras.